# بنجامین بورژو
بنجامین بورژو (انگلیسی: Benjamin Bourigeaud؛ زادهٔ ۱۴ ژانویهٔ ۱۹۹۴) بازیکن فوتبال اهل فرانسه است.
از باشگاه‌هایی که در آن بازی کرده‌است می‌توان به باشگاه فوتبال لانس اشاره کرد.
وی همچنین در تیم ملی فوتبال زیر ۲۰ سال فرانسه بازی کرده‌است.